# Верхний Баскунчак (городское поселение)
Посёлок Ве́рхний Баскунча́к — муниципальное образование со статусом городского поселения в Ахтубинском районе Астраханской области. Как административно-территориальная единица области представляет собой посёлок городского типа с подчинёнными населёнными пунктами.
Административный центр — пгт Верхний Баскунчак.

## История
С 1 января 2006 года в соответствии с Законом Астраханской области № 43/2004-ОЗ от 6 августа 2004 года образовано муниципальное образование «Посёлок Верхний Баскунчак» и наделено статусом городского поселения.

## Население
| 2007  | 2009  | 2010  | 2011  | 2012  | 2013  | 2014  |
| ----- | ----- | ----- | ----- | ----- | ----- | ----- |
| 8508  | ↗8543 | ↘8450 | ↘8417 | ↘8292 | ↘8202 | ↘8124 |
| 2015  | 2016  | 2017  | 2018  | 2019  | 2020  | 2021  |
| ↘8028 | ↘7992 | ↘7887 | ↘7761 | ↘7638 | ↘7516 | ↘7308 |

## Состав городского поселения
| № | Населённый пункт   | Тип населённого пункта                  | Население |
| - | ------------------ | --------------------------------------- | --------- |
| 1 | Верхний Баскунчак  | рабочий посёлок, административный центр | ↘7295     |
| 2 | Разъезд Мартовский | населённый пункт                        | ↘12       |
| 3 | Солончак           | посёлок железнодорожной станции         | ↘7        |
| 4 | Шунгули            | посёлок                                 | ↘20       |